# Lamiopsis
Lamiopsis is een geslacht van de familie van requiemhaaien (Carcharhinidae) en kent slechts 2 soorten.

## Taxonomie
- Lamiopsis temminckii (Müller & Henle, 1839) – Breedvinhaai[3]
- Lamiopsis tephrodes (Fowler, 1905)

Carcharhinus · Galeocerdo · Glyphis · Isogomphodon · Lamiopsis · Loxodon · Nasolamia · Negaprion · Prionace · Rhizoprionodon · Scoliodon · Triaenodon